# ダンキンドーナツのコーヒー事件
ダンキンドーナツのコーヒー事件（ダンキンドーナツのコーヒーじけん）は、2021年2月にアメリカ合衆国で飲食チェーン店の接客により顧客が後遺症を伴う傷害を被り、その損害賠償を求めた訴訟である。

## 概要
2021年2月、ジョージア州の女性（70歳）がシュガーヒルにあるダンキンドーナツのドライブスルーで、従業員から手渡されたコーヒーの蓋が外れて膝の上にこぼれ、最大で3度のやけどを負った。女性はこのやけどのために、膝だけではなく大腿部や腹部にも及ぶ広範囲の皮膚移植が必要となった。やけどが重度のため、女性は退院後に歩行訓練を受ける必要が生じ、一日に何度も薬を患部にならなくてはならなくなり、医療費は20万ドル以上になったという。
女性は店を訴え、2023年10月に店と女性の代理人の法律事務所の間で、300万ドルの賠償による和解が成立した。女性側の弁護士は、従業員がコーヒーの蓋を適切に閉じていればコーヒーはこぼれなかっただろうと述べている。
訴訟の対象となったのは店を運営するフランチャイズ会社のゴールデン･ドーナツ社で、親会社のダンキンは関与しておらず、判決についてもコメントしていない。